# Pizzo Formico
Il Pizzo Formico è una montagna delle Prealpi Bergamasche, alta 1.636 m s.l.m.

## Descrizione
Il Pizzo Formico è la cima principale di una catena montuosa che sovrasta la media Valle Seriana, in provincia di Bergamo, e chiude a sud l'Altopiano di Clusone. Le altre montagne della catena, conosciuta come conca del Farno sono il Corno Falò (1.147 m), il Corno Guazza (1.297 m), la Montagnina (1.598 m), la seconda cima del gruppo, e il Monte Fogarolo (1.529 m).
Alle pendici della montagna si trovano numerosi centri abitati, tra i quali Gandino, Casnigo, Ponte Nossa, Parre, Clusone, Rovetta e Cerete. Tuttavia, da quest'ultimo non è visibile la cima vera e propria della catena, perché è coperta dalla presenza del Pianone (1.189 m), un enorme declivio che sovrasta appunto il piccolo paesino seriano.
Sulla sua dorsale sono presenti numerosi rifugi o punti di appoggio per le escursioni (molto numerose d'estate, mentre d'inverno il massiccio è meta di scialpinisti, che lo affrontano sul versante sud), tra i quali ricordiamo il rifugio San Lucio, il rifugio Parafulmine e la Capanna Ilaria. La grande croce in vetta, che nelle giornate più terse è visibile anche a grande distanza, è raggiungibile da diversi sentieri, tra i quali il più importante è il sentiero 508 nella numerazione CAI.
Numerose sono le valli, tutte di origine fluviale, che solcano il gruppo. Si tratta per lo più di vallette di scolo, cioè originate dal passaggio di torrenti di scolo delle piogge e dello scioglimento delle nevi, molte delle quali non hanno nomi. Di queste, la valle dell'Inferno è la più importante ed è solcata dall'omonimo torrente che a Ponte Nossa confluisce nel Serio.
A nord di Casnigo, subito sotto la Montagnina, è inoltre possibile effettuare la pratica dello sci di fondo.
Su di un versante del monte si scorge un pinnacolo roccioso dall'insolita forma, che ricorda il profilo di un pellerossa.
Dalla vetta si può godere una panoramica di molte tra le vette orobiche principali, tra le altre il Monte Alben, Pizzo Arera, Pizzo del Diavolo di Tenda, Pizzo Redorta, Pizzo Coca e Pizzo della Presolana. Nelle giornate terse è anche possibile scorgere il profilo dell'appennino tosco-emiliano e del Monviso.

## Galleria d'immagini

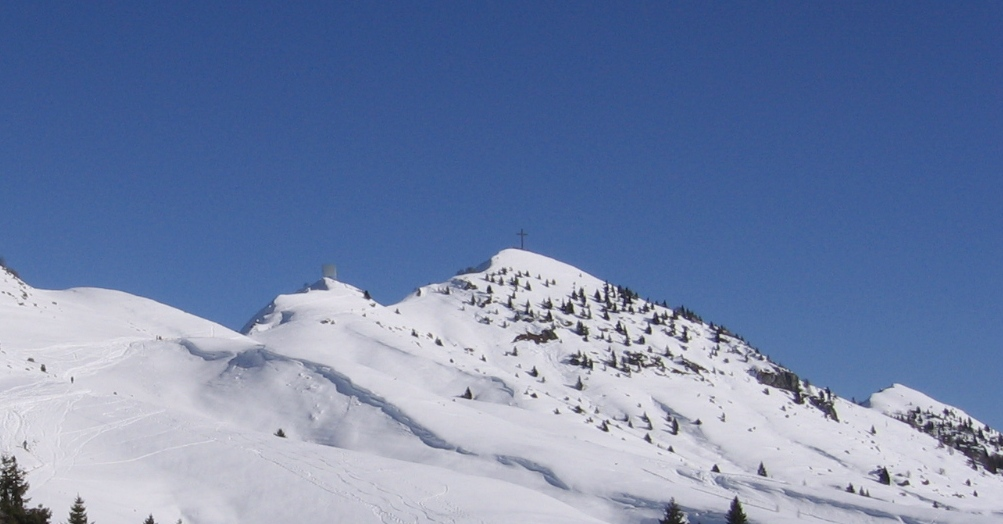
Il Formico innevato (vista sud)
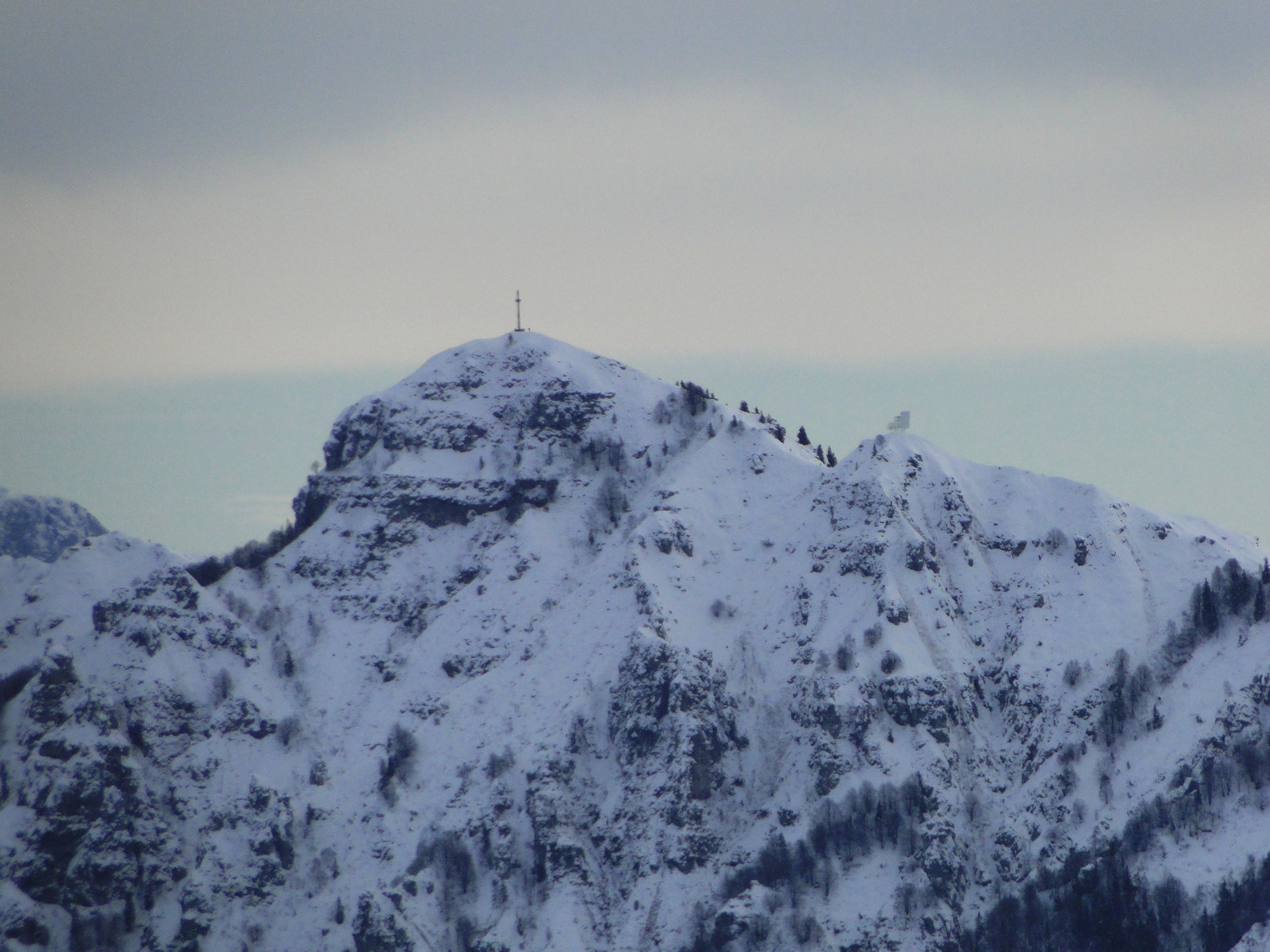
Il Formico innevato (vista nord)
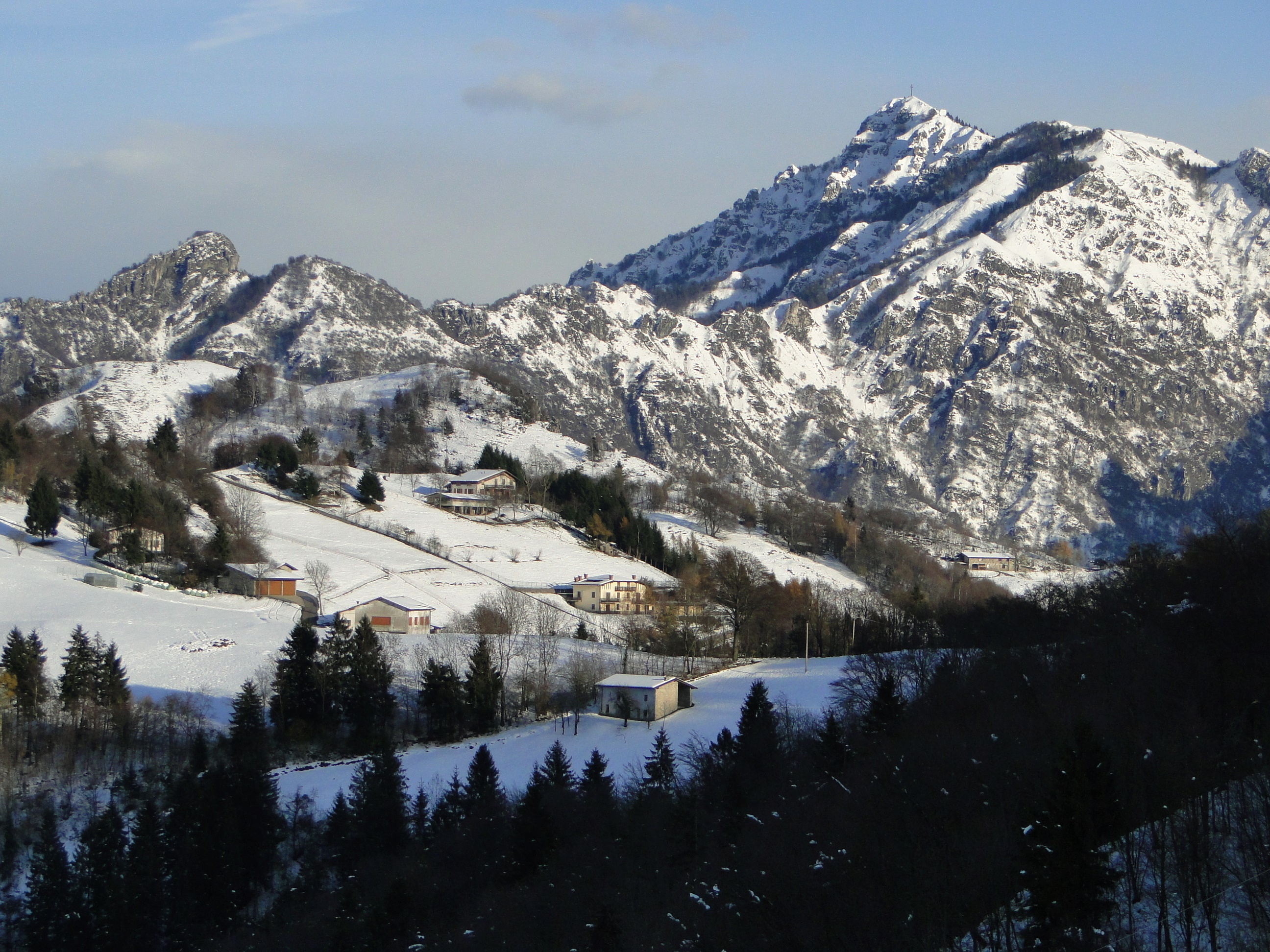
Il Formico dal Colle Bondo (ovest)
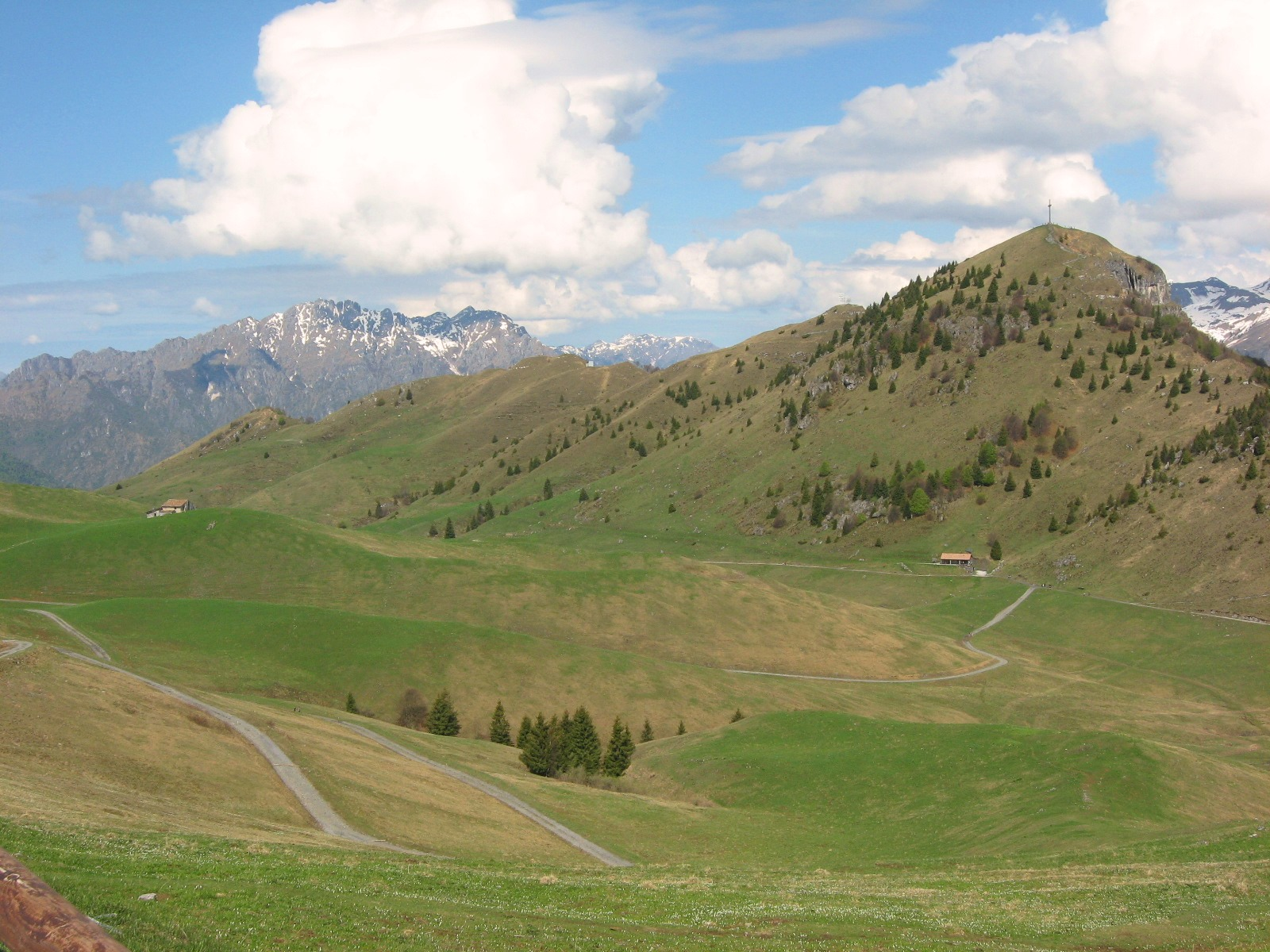
La conca del Farno e il pizzo Formico. Sulla sinistra, il monte Alben
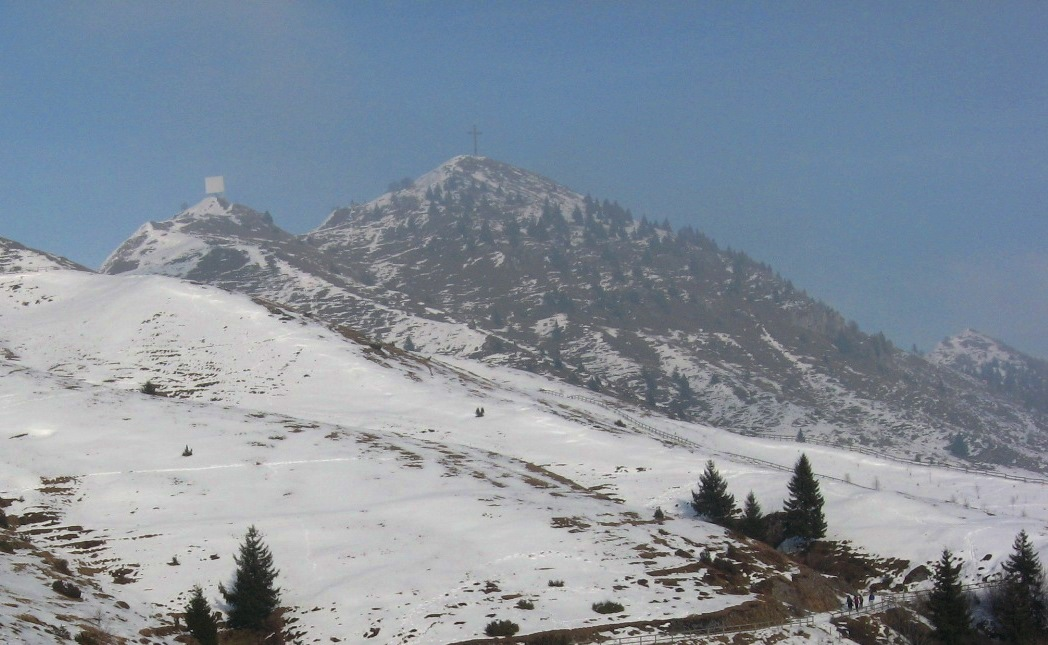
Veduta del Pizzo Formico
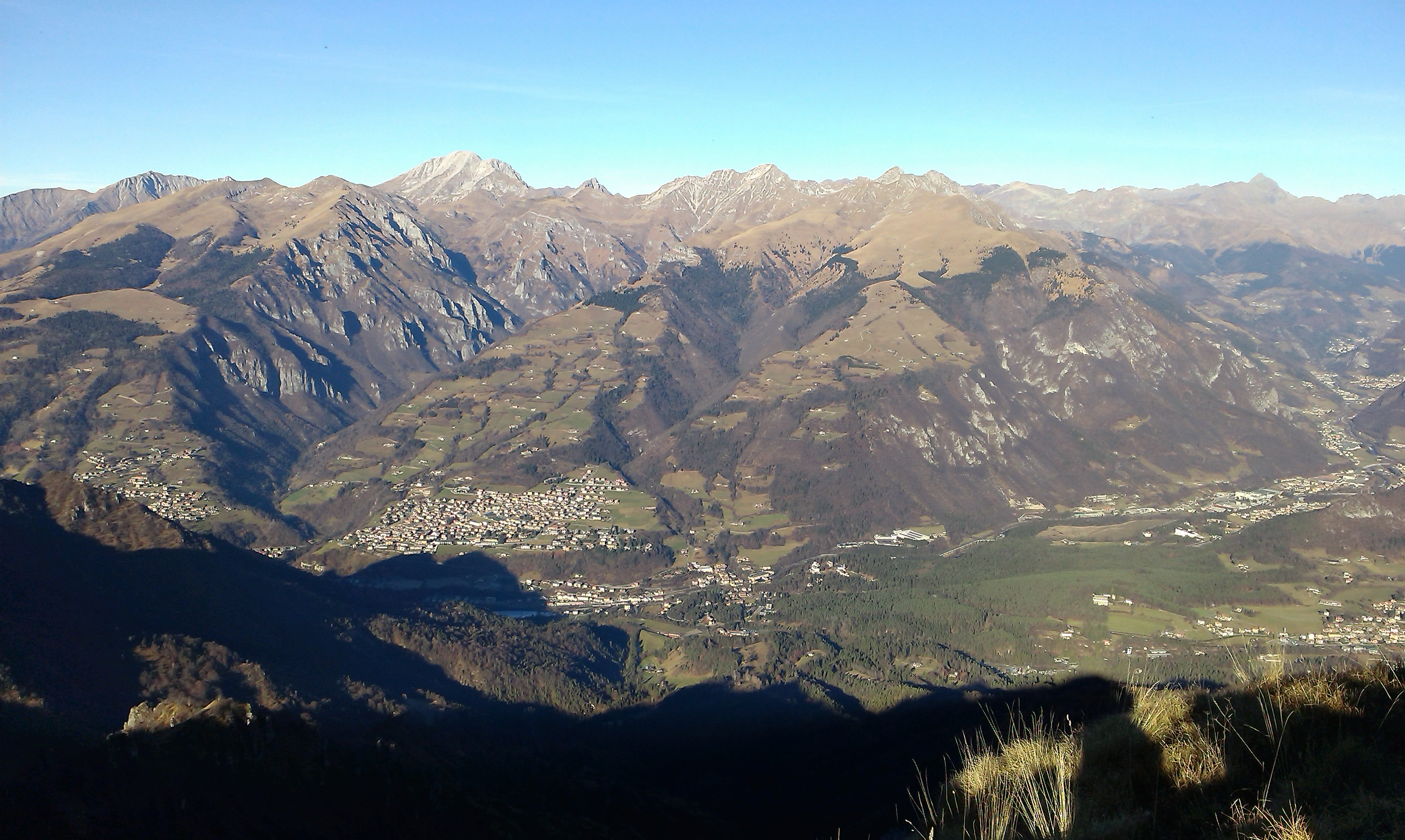
Vista dalla vetta verso est
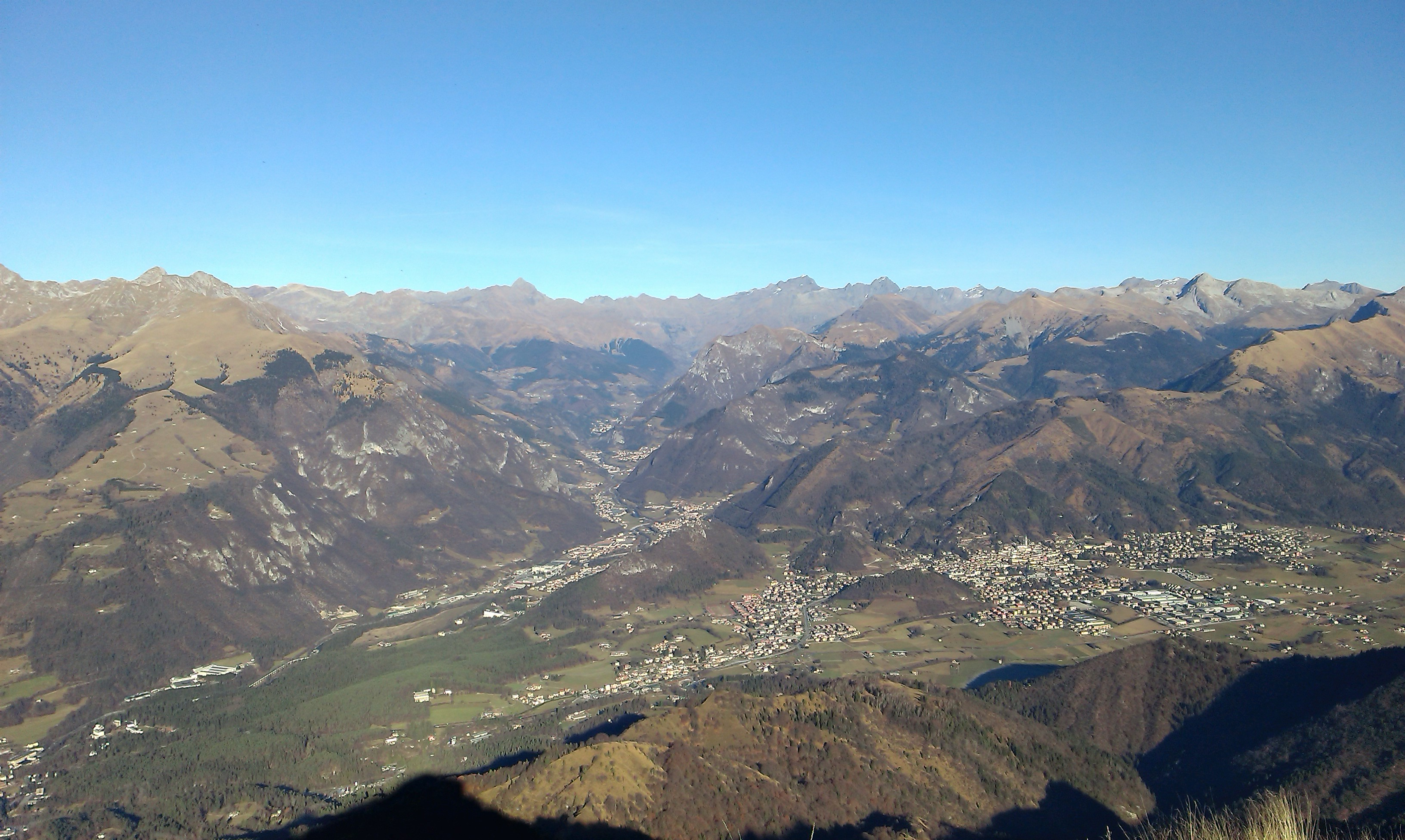
L'alta val Seriana dalla vetta
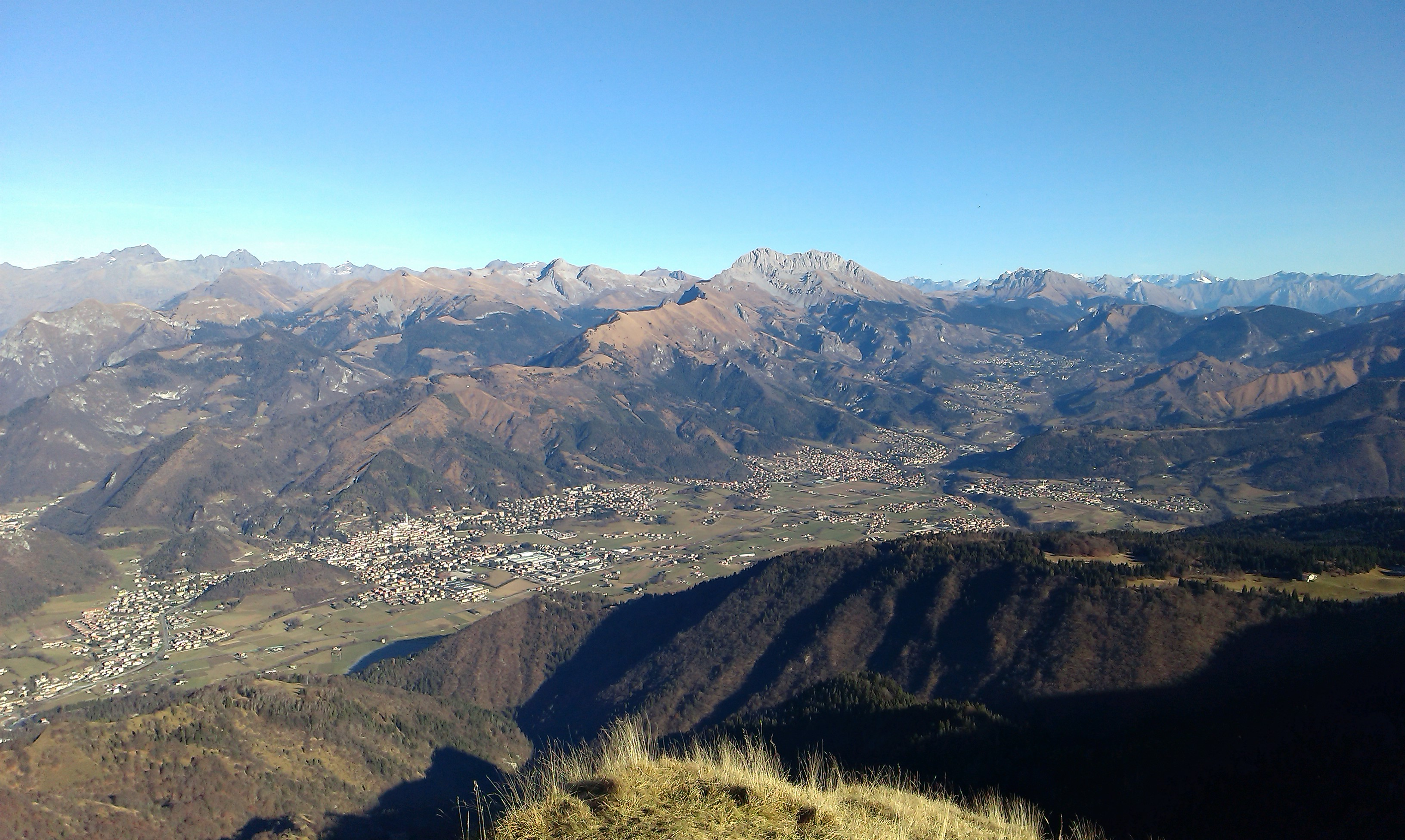
Vista verso nord dalla vetta